# Assurinis do Xingu
Os Asurini do Xingu (também conhecido como Asuriní, Assurini, Asurinikin ou Surini e autodenominados Awaeté) são um povo indígena brasileiro. Falam a língua Asurini, da família Tupi-Guarani, tronco Tupi. Em 2019, o grupo contava com 182 indivíduos na Terra Indígena Koatinemo, homologada em 1996 e localizada na margem direita do Rio Xingu, território tradicionalmente habitado pelos Asurini. Na região também estão localizadas as terras indígenas de Araweté, Apyterewa, Kararaô, Trincheira/Bacajá e Arara.

## Etimologia
O nome Asuriní vem da língua Juruna e quer dizer vermelho. A explicação comum para o nome faz referência ao uso do urucum e foi documentada pela primeira vez pelo etnógrafo Curt Nimuendajú em 1948. O termo awaeté ou ainda avaeté foi traduzido como "gente de verdade", das palavras ava (gente) e eté (verdade).

## História
Os locais mais antigos de habitação do povo Asurini que constam nos registros históricos são as margens do Rio Bacajá, um dos afluentes do Xingu. Em 1894 uma tribo Asurini já teria entrado em conflito com um grupo de colonizadores acima da boca do rio. Outros registros similares apareceriam em 1894 na mesma região e também na Serra do Passahy, em 1932, quando estimava-se haver uma população de 150 Asurini do Xingu.
Fugindo destes ataques, o grupo  deixou as margens do Bacajá expandindo seu território para o norte, mas os atritos com os caiapós do subgrupo Gorotire os levou para o sudoeste, na direção do Rio Xingu. Na década de 40 várias aldeias Asurini já distribuíam-se pela região dos igarapés Piranhaquara e Ipiaçava, mas novos conflitos com extrativistas de caucho, então uma das principais atividades econômicas locais, fizeram com que deslocassem-se para o sul, chegando ao igarapé Ipixuna. Nos anos 60 o grupo novamente volta para Ipiaçava.
Na década de 70, durante a construção da Rodovia Transamazônica e do Projeto Grande Carajás, houve uma escalada destas guerras no Interflúvio entre os rios Xingu e Tocantins. As disputas foram decisivas para o longo histórico de mudanças nos territórios da região, causando mais deslocamentos dos Asurini.

O primeiro contato oficial entre os brancos e os Asurini foi feito em 1971, pelos padres Anton e Karl Lukesch, que fotografaram e falaram com o xamã Avona, e posteriormente pela Fundação Nacional do Índio, a partir de uma frente de atração liderada por Antônio Cotrim Soares. À época, a população estava distribuída em duas aldeias nas margens do igarapé Ipiaçava. Em 1972 elas uniram-se formando uma única aldeia na margem direita do mesmo igarapé, até o ano de 1985, quando transferiram-se para o local atual. As conversas com a FUNAI ajudaram os Asurini a reduzir os conflitos, mas o contato com os brancos também causou ainda mais perdas populacionais devido às epidemias de malária e tuberculose, para as quais o atendimento médico dos europeus era precário. Houve uma queda de aproximadamente 40% e no início da década de 80, restavam apenas 52 Asurini. Desde a época, a população voltou a crescer, registrando 106 indivíduos em 2001 e 184 no ano de 2019.